# Peditatus texanus
Peditatus texanus är en skalbaggsart som beskrevs av José Fernando Pacheco 1964. Peditatus texanus ingår i släktet Peditatus och familjen strandgrävbaggar. Inga underarter finns listade i Catalogue of Life.